# Évangile de Mani
 (novembre 2021).
La mise en forme du texte ne suit pas les recommandations de Wikipédia : il faut le « wikifier ».
Les points d'amélioration suivants sont les cas les plus fréquents. Le détail des points à revoir est peut-être précisé sur la page de discussion.
- Les titres sont pré-formatés par le logiciel. Ils ne sont ni en capitales, ni en gras.
- Le texte ne doit pas être écrit en capitales (les noms de famille non plus), ni en gras, ni en italique, ni en « petit »…
- Le gras n'est utilisé que pour surligner le titre de l'article dans l'introduction, une seule fois.
- L'italique est rarement utilisé : mots en langue étrangère, titres d'œuvres, noms de bateaux, etc.
- Les citations ne sont pas en italique mais en corps de texte normal. Elles sont entourées par des guillemets français : « et ».
- Les listes à puces sont à éviter, des paragraphes rédigés étant largement préférés. Les tableaux sont à réserver à la présentation de données structurées (résultats, etc.).
- Les appels de note de bas de page (petits chiffres en exposant, introduits par l'outil «  Source ») sont à placer entre la fin de phrase et le point final[comme ça].
- Les liens internes (vers d'autres articles de Wikipédia) sont à choisir avec parcimonie. Créez des liens vers des articles approfondissant le sujet. Les termes génériques sans rapport avec le sujet sont à éviter, ainsi que les répétitions de liens vers un même terme.
- Les liens externes sont à placer uniquement dans une section « Liens externes », à la fin de l'article. Ces liens sont à choisir avec parcimonie suivant les règles définies. Si un lien sert de source à l'article, son insertion dans le texte est à faire par les notes de bas de page.
- La présentation des références doit suivre les conventions bibliographiques. Il est recommandé d'utiliser les modèles {{Ouvrage}}, {{Chapitre}}, {{Article}}, {{Lien web}} et/ou {{Bibliographie}}. Le mode d'édition visuel peut mettre en forme automatiquement les références.
- Insérer une infobox (cadre d'informations à droite) n'est pas obligatoire pour parachever la mise en page.

Pour une aide détaillée, merci de consulter Aide:Wikification.
Si vous pensez que ces points ont été résolus, vous pouvez retirer ce bandeau et améliorer la mise en forme d'un autre article.
L'Évangile vivant (également Grand Évangile, Évangile des vivants et variantes) était un évangile gnostique du IIIe siècle écrit par le prophète Mani. Il a été écrit à l'origine en syriaque et appelé l' Evangelion (syriaque : ܐܘܢܓܠܝܘܢ), du grec ancien : εὐαγγέλιον (« bonne nouvelle ») et était l'une des sept écritures originales du manichéisme. Un certain nombre de fragments sont conservés dans le Mani-Codex de Cologne (découvert en 1969) et sur des fragments de manuscrits trouvés à Turfan à partir de 1904. Certains fragments de manuscrits coptes récupérés au Fayoum semblent contenir une sorte de commentaire ou d'homélie sur l'Évangile.
Al-Biruni, qui avait encore accès au texte intégral, a fait remarquer qu'il s'agissait d'un « évangile d'un genre particulier », différent de tous les évangiles des chrétiens, et que les manichéens insistaient sur le fait que le leur était le seul véritable évangile et que les divers évangiles des chrétiens déformaient la vérité sur le Messie.
Il y a une tendance dans l'érudition historique à confondre l'Évangile vivant de Mani avec une autre de ses œuvres, connue sous le nom d'Ertenk ou Ardhang / Arzhang (vieux perse : artha-thanha ; « message de vérité ») ou Le livre d'images. L'Ardhang était en fait un livre d'images, du nom d'Eikōn en grec et en copte. Il s'agissait d'un livre contenant des illustrations pour accompagner et faciliter la compréhension de la cosmologie de Mani. Photius (ou pseudo-Photius) commente le texte, disant qu'il contient un compte rendu falsifié de certains des actes de Jésus, tandis que Pierre de Sicile insiste sur le fait qu'il ne contenait aucun tel matériel.
On sait que l'évangile comportait 22 parties, chacune étiquetée par une lettre différente de l'alphabet araméen. La combinaison de deux fragments de Turfan permet la reconstruction du texte de la première partie (alaph). La section traite de la nature du « Roi du Monde de lumière » qui réside au « Nombril du Monde » mais est aussi présent sur toute sa terre, du dehors comme du dedans, n'ayant de limites que là où sa terre confine celui de son ennemi, le « Royaume des Ténèbres ». Schneemelcher (1990) suggère provisoirement que le texte peut avoir été conçu comme un évangile de type gnostique, peut-être destiné à commenter ou à remplacer l'évangile chrétien.